# EBC
EBC is een maat voor de kleur van mout en bier en is een afkorting van European Brewery Convention (een organisatie van grote brouwerijen in Europa).
1 EBC komt overeen met de kleur van 1 ml jodium opgelost in 100 ml water. Naast de EBC bestaan er nog de nagenoeg identieke schalen SRM en de Lovibond om de kleur van mout en bier aan te duiden. Deze verhouden zich als volgt tot de EBC: 
EBC = 2,65 x SRM – 1,2
Ook kan de kleur van bier omschreven worden. De omschrijving hoort dan bij de volgende EBC-intervallen:
| OMSCHRIJVING VAN EBC INTERVALLEN | OMSCHRIJVING VAN EBC INTERVALLEN |
| EBC-interval                     | Kleur bier                       |
| -------------------------------- | -------------------------------- |
| 6-9                              | Bleek / Lichtblond               |
| 9-12                             | Blond / Geel                     |
| 12-20                            | Goud                             |
| 20-30                            | Amber                            |
| 30-45                            | Koper                            |
| 45-75                            | Donker koper / Bruin             |
| 75-120                           | Zeer donkerbruin (doorschijnend) |
| >120                             | Zwart (niet doorschijnend)       |

Op het etiket van bierflesjes – maar ook op de kaart in biercafés – wordt soms zowel de EBC- als EBU-waarde voor de bitterheid aangegeven.